# Asphondylia baudysi
Asphondylia baudysi är en tvåvingeart som beskrevs av Vimmer 1937. Asphondylia baudysi ingår i släktet Asphondylia och familjen gallmyggor. Inga underarter finns listade i Catalogue of Life.